# إيان موريسون
إيان موريسون (بالإنجليزية: Ian Morison) (و. 1943 – م) هو عالم فلك، وعالم من المملكة المتحدة.

## التعليم
تعلم في جامعة أكسفورد، وكلية هيرتفورد

## مناصب وهيئات
أدار جامعة مانشستر، وكلية غريشام.